# Georg Reutter der Jüngere

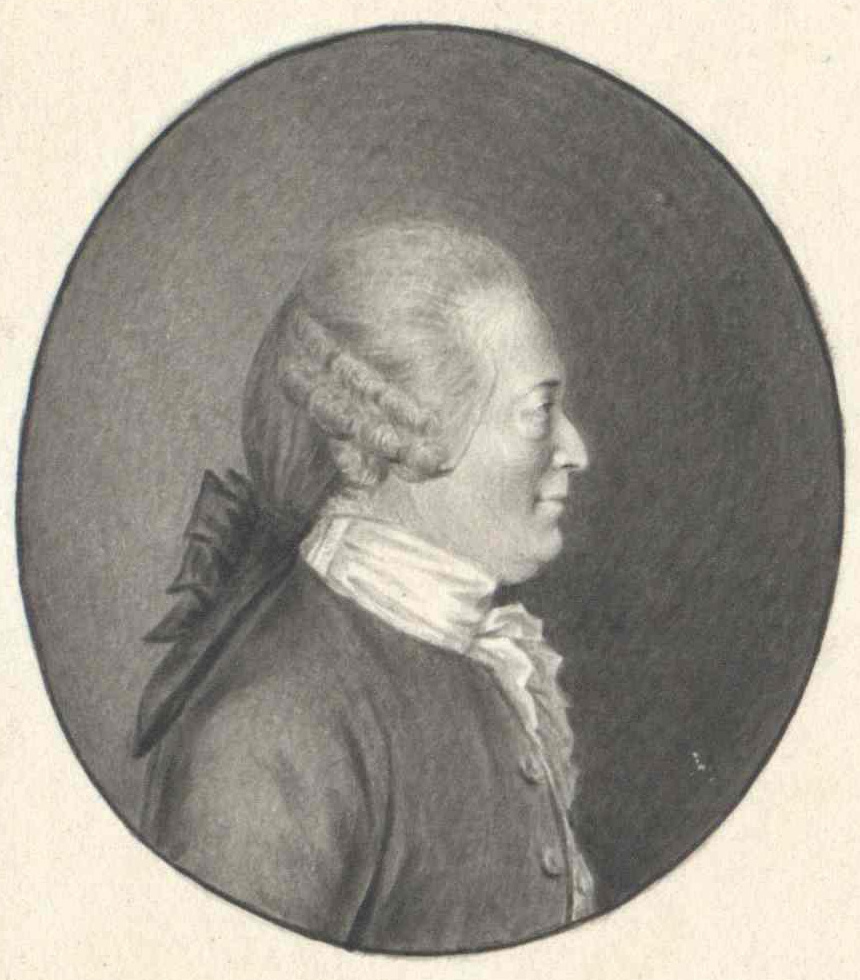
Georg Reutter der Jüngere, Pinselzeichnung in Grau von A. Ecker

(Johann Adam Joseph Karl) Georg Reutter, genannt der Jüngere (getauft am 6. April 1708 in Wien; † 11. März 1772 ebenda) war ein österreichischer Komponist der Wiener Vorklassik.

## Leben
Reutter erhielt schon früh Unterricht von seinem Vater Georg Reutter dem Älteren, der Dom- und Hoforganist in Wien war, und assistierte ihm in diesen Funktionen. Später wurde Antonio Caldara sein Lehrer. Nach seiner Lehrzeit bewarb sich Reutter zunächst vergeblich als Hoforganist. Nach einer Italienreise 1730, die ihn nach Venedig und Rom führte, erfolgte schließlich zum 1. März 1731 die Ernennung zum Hofkomponisten in Wien. Im Jahr 1738 trat Reutter die Nachfolge seines Vaters als erster Kapellmeister am Stephansdom an. In diesem Amt unterstanden ihm auch die Domsängerknaben, unter denen sich zu dieser Zeit Joseph Haydn befand, den Reutter selbst 1740 aus Hainburg nach Wien geholt hatte.
Reutter wurde 1740 von Kaiser Karl VI. in den Adelsstand gehoben (Edler von Reutter) und erlangte in den folgenden Jahren eine führende Stellung im Wiener Musikleben. Maria Theresia gab ihm 1751 die Leitung der gesamten Tafel-, Kammer- und Kirchenmusik und 1769 wurde Reutter schließlich offiziell erster Hofkapellmeister.
Sein Sohn war Marian Reutter, Abt des Stiftes Heiligenkreuz.

## Werke
Reutter verfasste zahlreiche Messen (etwa 80), Oratorien und musikdramatische Werke (feste teatrale, drammi per musica, feste di camera, dialoghi, serenate) sowie Instrumentalmusik. Insgesamt soll sein Schaffen 677 Nummern umfassen.
Wenn nicht anders angegeben, fanden die Uraufführungen in Wien statt.

### Opern
- Archidamia, festa teatrale; Libretto: Giovanni Claudio Pasquini; 22. November 1727
- La forza dell’amicizia, dramma per musica (zusammen mit Antonio Caldara); Libretto: Pasquini; Graz, 17. August 1728
- La magnanimità di Alessandro; Libretto: Pasquini; 1. Oktober 1729
- Alcide trasformato in dio, dramma per musica; 1729
- Plotina, festa teatrale; Libretto:  Pasquini; 19. November 1730
- La pazienza di Socrate con due moglie, scherzo drammatico (zusammen mit Antonio Caldara); Libretto:  N. Minato; Hof, Teatrino, 17. Januar 1731
- La generosità di Artaserse con Temistocle (1. Akt), dramma per musica; Libretto: Pasquini; 1. Oktober 1731
- Il Tempo e la Verità; Libretto: Pasquini; 15. Oktober 1731
- Pastorale a 2 voci; Libretto: Pasquini, 30. August 1732
- Alessandro il Grande, festa di musica; Libretto: Pasquini; 1. Oktober 1732
- Zenobia, festa teatrale; Libretto: Pasquini; Neu-Wartenburg, 28. Oktober 1732
- Ciro in Armenia, festa teatrale; Libretto: Pasquini; 1. Oktober 1733
- La gratitudine di Mitridate; Libretto: Pasquini; 1. Oktober 1734
- Dafne, festa teatrale; Libretto: Pasquini; 19. November 1734
- Il palladio conservato, azione teatrale; Libretto: Pietro Metastasio; 1. Oktober 1735
- Il sacrifizio in Aulide, festa teatrale; Libretto: Pietro Pariati; 19. November 1735
- Diana vendicata, festa teatrale; Libretto: Pasquini; 19/21. November 1736
- Statira; Libretto: Apostolo Zeno und Pariati; 1736
- Il Parnaso accusato e difeso, festa teatrale; Libretto: Metastasio; 28. August 1738
- L’alloro illustrato, festa teatrale; Libretto: Pasquini; 19. November 1738
- L’eroina d’Argo; Libretto: Pasquini; 15. Oktober 1739
- L’amor prigioniero, dialogo; Libretto: Metastasio; Herbst 1741
- La rispettosa tenerezza; 1750
- Il tributo di Rispetto e d’Amore; 1754
- La gara, componimento drammatico; Libretto: Metastasio; 13. Mai 1755
- Il sogno, componimento drammatico; Libretto: Metastasio; 1756
- Le grazie vendicate; 1758

### Serenaten
- Dialogo tra Minerva ed Apollo; Libretto: C. Pasquini; 25. Oktober 1728
- Dialogo tra l’Inclinazione ed il Bene; Libretto: Pasquini; 26. Juni 1731
- Dialogo tra Aurora ed il Sole, festa di camera; 1731
- Pastorale zu zwei Stimmen; Neu-Wartenburg, 30. August 1732
- La speranza assicurata; Libretto: Pasquini; 13. Mai 1736
- Complimento; Libretto: Metastasio; 1748
- Augurio di felicità; Libretto: Metastasio; Schönbrunn, 1749
- La virtuosa emulazione; Libretto: Metastasio; 1751
- Primo omaggio di canto; Libretto: Metastasio; 1753
- Complimento; Libretto: Metastasio; 1754
- La corona; Libretto: Metastasio; 1754
- Complimento; Libretto: Metastasio; 1759
- Complimento; Libretto: Metastasio; 1760
- Wasser, Feuer, Luft und Erde; 1730
- David; 1735
- Verlöbnis, Segen, Freude, Ehre; 1738
- Die drei Grazien
- Judith
- Die wahre Huldigung

### Oratorien
- Die Grablegung Christi (Oratorium Germanicum); 1726
- La morte d’Abele; Libretto: Leopoldo de Villati; 13. März 1727[2]
- Elia; Libretto: Leopoldo de Villati; 24. Februar 1728
- Bersabea, ovvero Il pentimento di David; Libretto: Catena; 12. März 1729
- Il martirio di S Giovanni Nepomuceno; Libretto: C. Pasquini; 17. Juni 1731
- La divina provvidenza in Ismael; Libretto: Antonio Maria Lucchini; 6. März 1732
- La Betulia liberata; Libretto: Metastasio; 8. April 1734
- Gioas re di Giuda; Libretto: Metastasio; 1735
- La Maria lebbrosa (Fragment); 1739

### Andere geistliche Werke
- Missa Santa Caroli; 1734; früher Mozart zugeschrieben
- 80 weitere Messen
- 6 Requiem
- 7 Italienische Kantaten
- 17 Graduale
- 31 Offertorien
- 126 Motetten
- 151 Psalmen und Canticles
- 63 Hymnen und Sequenzen
- 48 Antiphone
- 7 Responsorien
- 20 Litaneien

### Instrumentalwerke
- 6 Symphonien und Partitas für Streicher und Bläser, darunter Servizio di tavola, 1757
- 5 Symphonien für Streicher
- 2 Cembalokonzerte
- 2 Clarinokonzerte
- Bläserquintett
- 14 Suiten für Cembalo
- 15 andere Cembalowerke